# Galileo Palla
Galileo Palla (Aulla, 23 giugno 1865 – Carrara, 14 settembre 1944) è stato un anarchico italiano.

## Biografia
Aderisce giovanissimo alla Prima Internazionale, nel 1883 subisce una prima condanna in contumacia a 23 mesi di reclusione e a una multa per reati di stampa. Per sfuggire all'arresto si trasferisce in Uruguay e poi in Argentina insieme a Errico Malatesta, Cesare Agostinelli e altri. Nel 1889 rientra in Europa e risiede prima a Nizza e poi in Inghilterra, collaborando con Malatesta alla pubblicazione di periodici
Rientra in Italia nel 1890 grazie ad una amnistia e partecipa al congresso di Capolago dell'anno successivo. Il primo maggio 1891 partecipa al comizio in piazza Santa Croce in Gerusalemme a Roma e, sotto il nome di Venerio Landi, incita la folla alla rivolta. La manifestazione degenera in gravi scontri e Palla (arrestato dopo un breve periodo di latitanza) è tra i principali accusati nel processo dei sessantuno, dove viene condannato a due anni e otto mesi di reclusione per “associazione ed istigazione a delinquere”. Dopo aver scontato la pena (modificata in appello a a 18 mesi per "violenza e resistenza all’autorità") rientra a Massa dove riprende la militanza.
Condannato a un anno di reclusione per renitenza alla leva è inviato a svolgere il servizio militare; assegnato per il suo carattere ribelle alla compagnia di disciplina di Portoferraio, cerca inutilmente di evadere. Scontata la pena, nel 1895 viene assegnato per cinque anni al domicilio coatto a Porto Ercole, da dove evade insieme ad altri cinque compagni. La fuga dura poco e Palla riceve una ulteriore condanna a 4 mesi e 25 giorni di reclusione. Trasferito a Favignana, il 28 maggio 1896 fugge con altri internati e ripara in Tunisia sperando di ottenere l'asilo politico dalle autorità francesi che invece riconsegnano i fuggiaschi all'Italia.
Prosciolto infine nel 1900 rientra a Massa, dove riprende la militanza nel movimento libertario. Dopo l'avvento del Regime fascista vive del suo lavoro di fornaio, "vittima di continue angherie" fino al giorno della morte.